# Georgischer Fußball-Supercup 2025
Der georgische Fußball-Supercup 2025 war die 24. Austragung des georgischen Superpokals, eines jährlich im Sommer stattfindenden Wettbewerbs für Vereinsmannschaften des georgischen Fußballverbands. Es war die dritte Ausgabe des Turniers, an der vier Mannschaften teilnahmen. Neben dem amtierenden Meister und Pokalsieger qualifizieren sich seit 2023 auch der Vizemeister und der Drittplatzierte der Liga für den Wettbewerb.

## Qualifizierte Teams
Die folgenden vier Teams haben sich für das Turnier qualifiziert.
| Verein                | Methode der Qualifizierung | Aktuelle Ligazugehörigkeit |
| --------------------- | -------------------------- | -------------------------- |
| FC Iberia 1999 Tiflis | Meister                    | 1. Liga                    |
| FC Spaeri Tiflis      | Pokalsieger                | 2. Liga                    |
| FC Torpedo Kutaissi   | Vizemeister                | 1. Liga                    |
| FC Dila Gori          | Dritter Platz              | 1. Liga                    |

## Spiele

### Semifinale

#### 26. Juni 2025, 20 Uhr:FC Iberia 19991–3FC Dila Gori
```
                    ⚽ Tabatadse 19'  
                    ⚽ Bassinga 21'  
                    ⚽ Andronikaschwili 62'  
                    ⚽ Parulava 79'  
                    
David-Petriaschwili-Stadion
, 
Tiflis
  
                    Schiedsrichter: 
Giorgi Kruaschwili
```

#### 27. Juni 2025, 20 Uhr:FC Spaeri0–0Torpedo Kutaissi
```
                    
Elfmeterschießen
 
4–3
  
                    ✔️ Samcharadse  
                    ✔️ Tsetskhladze  
                    ❌ Bunturi  
                    ✔️ Tsetskhladze  
                    ✔️ Gegiadze  
                    ✔️ 
Pires
  
                    ❌ Itrak  
                    ✔️ Warley  
                    ✔️ Mamuchaschwili  
                    ❌ 
Kwirkwelia
  
                    
David-Petriaschwili-Stadion
, 
Tiflis
  
                    Schiedsrichter: 
Giorgi Avazashvili
```

### Spiel um den dritten Platz

#### 1. Juli 2025, 20 Uhr:FC Iberia 19990–0Torpedo Kutaissi
```
                    
Elfmeterschießen
 
2–3
  
                    ❌ Mamageishvili  
                    ❌ Sicharulidse  
                    ✔️ Jgerenaia  
                    ✔️ Tabatadse  
                    ✔️ Dadiani  
                    ✔️ 
Pires
  
                    ✔️ Mamuchaschwili  
                    ❌ Gudushauri  
                    ✔️ Kochreidse  
                    ✔️ Nadaraia  
                    
David-Petriaschwili-Stadion
, 
Tiflis
  
                    Schiedsrichter: 
Guram Machitidze
```

### Finale

#### 2. Juli 2025, 20 Uhr:FC Dila Gori2–0FC Spaeri
```
                    ⚽ 
Araújo
 86'  
                    ⚽ 
Chabradze
 90'+2  
                    
David-Petriaschwili-Stadion
 (1.500)
[
1
]
, 
Tiflis
  
                    Schiedsrichter: 
Aleko Aptsiauri
```

## Statistiken

### Torschützenkönig
Da kein Spieler mehr als ein Tor erzielte, wurde kein offizieller Torschützenkönig des Wettbewerbs ausgezeichnet. Otar Parulava von FC Dila Gori war mit einem Tor und einer Vorlage in zwei Einsätzen der effektivste Scorer.